# Kleinhabersdorf
Kleinhabersdorf (fränkisch: Glahobasch-dorf) ist ein Gemeindeteil des Marktes Dietenhofen im Landkreis Ansbach (Mittelfranken, Bayern). Haunoldshofen liegt in der Gemarkung Kleinhaslach.

## Geografie
Das Dorf liegt auf einem Plateau, das nördlich, östlich und südlich abfällt und westlich ansteigt. Unmittelbar nördlich des Ortes entspringt der Schmierofengraben, ein rechter Zufluss des Mettlachbaches. Einen Kilometer westlich befindet sich das Waldgebiet Heegstall. Gemeindeverbindungsstraßen führen nach Petersdorf (2 km südwestlich), nach Bruckberg (1,3 km südöstlich) und zur Staatsstraße 2246 in der Nähe von Kleinhaslach (2,3 km).

## Geschichte
Der Ort wurde 1342 als „Hadmersdorf“ erstmals urkundlich erwähnt, zu Beginn des 16. Jahrhunderts mit dem Präfix „Klein-“. Es ist trotz der Namensverwandtschaft mit Großhabersdorf nicht davon auszugehen, dass Kleinhabersdorf eine Ausgründung dieses Ortes ist, da die Entfernung zwischen beiden Orten zu groß ist und eine Verbindung durch einen Flusslauf oder eine Reichsstraße nicht gegeben ist. Das Bestimmungswort des Ortsnamens ist der Personenname Hadumar, der wahrscheinlich der Gründer dieser Siedlung war.
Ein Anwesen des Ortes gehörte seit 1398 zum Besitz des Zisterzienserklosters Heilsbronn. Im 16-Punkte-Bericht des Klosteramts Heilsbronn aus dem Jahr 1608 wurde dieses als Köblergut mit einer Mannschaft verzeichnet, das das Kastenamt Bonnhof als Grundherrn hatte. Die Mannschaften anderer Grundherrn wurden nicht aufgelistet.
Im 16-Punkte-Bericht des Oberamtes Ansbach von 1684 wurden für Kleinhabersdorf 10 Mannschaften verzeichnet. Grundherren waren das Klosterverwalteramt Heilsbronn (1 Anwesen), das Hofkastenamt Ansbach (6), die Herren von Crailsheim zu Rügland (1), die Herren von Leonrod (1) und die Reichsstadt Nürnberg (1). Das Hochgericht und die Dorf- und Gemeindeherrschaft übte das brandenburg-ansbachische Hofkastenamt Ansbach aus.
Gegen Ende des 18. Jahrhunderts gab es in Kleinhabersdorf 12 Anwesen. Das Hochgericht und die Dorf- und Gemeindeherrschaft übte weiterhin das Hofkastenamt Ansbach aus. Grundherren waren das Fürstentum Ansbach (Hofkastenamt Ansbach: 2 Höfe, 4 Güter, 1 Tafernwirtschaft; Stiftsamt Ansbach: 1 Söldengut; Klosterverwalteramt Heilsbronn: 1 Gut), der Nürnberger Eigenherr Ebner von Eschenbach (1 Gut) und dem Rittergut Rügland (1 Gut). Neben den Anwesen gab es noch kommunale Gebäude (Hirtenhaus, Brechhaus). Von 1797 bis 1808 unterstand der Ort dem Justiz- und Kammeramt Ansbach.
Im Rahmen des Gemeindeedikts wurde Kleinhabersdorf dem 1808 gebildeten Steuerdistrikt Bruckberg und der 1811 gegründeten Ruralgemeinde Bruckberg zugeordnet. Mit dem Zweiten Gemeindeedikt (1818) wurde Kleinhabersdorf nach Kleinhaslach umgemeindet. Diese wurde am 1. Juli 1972 im Zuge der Gebietsreform in den Markt Dietenhofen eingegliedert.

## Einwohnerentwicklung
| Jahr      | 001818 | 001840 | 001861 | 001871 | 001885 | 001900 | 001925 | 001950 | 001961 | 001970 | 001987 | 002005 | 002013 |
| Einwohner | 99     | 107    | 115    | 98     | 97     | 91     | 88     | 102    | 63     | 73     | 60     | 58     | 66     |
| Häuser    | 13     | 16     |        |        | 17     | 16     | 14     | 15     | 15     |        | 15     |        |        |
| Quelle    | [ 17 ] | [ 18 ] | [ 19 ] | [ 20 ] | [ 21 ] | [ 22 ] | [ 23 ] | [ 24 ] | [ 25 ] | [ 26 ] | [ 27 ] | [ 28 ] | [ 1 ]  |

## Religion
Der Ort ist seit der Reformation evangelisch-lutherisch geprägt und war ursprünglich nach St. Andreas gepfarrt, seit der ersten Hälfte des 19. Jahrhunderts ist die Pfarrei St. Martin zuständig. Die Einwohner römisch-katholischer Konfession waren ursprünglich nach Unsere Liebe Frau gepfarrt, seit den 1980er Jahren ist die Pfarrei St. Bonifatius zuständig.